# Feuerbrücke
Als Feuerbrücken werden brennbare Stoffe (Materialien, Gegenstände u. ä.) verstanden, die es dem Feuer ermöglichen, von einem Gebäude oder Gebäudeteil, Gebiet oder ähnlichem zum anderen überzugreifen.

## Entstehung
Meist entstehen Feuerbrücken durch falsch eingebaute oder gelagerte Stoffe, die zur Brandübertragung von einem zum nächsten Objekt führen können. Allerdings sind Feuerbrücken auch unterirdisch, zum Beispiel bei Wald-, Heide- und Moorbränden möglich.